# Benjamin Kleibrink
Benjamin Philip Kleibrink (Düsseldorf, 30 de julho de 1985) é um esgrimista de florete alemão.
Em 13 de agosto de 2008, Kleibrink ganhou a medalha de ouro nos Jogos Olímpicos de Verão de 2008 na modalidade florete individual masculino.